# ダイエー赤羽店
ダイエー赤羽店（ダイエーあかばねてん）はかつて東京都北区赤羽二丁目に所在した大型商業施設（ショッピングセンター）である。店番号は0754。
本記事では後継店舗に当たるダイエー赤羽スズラン通り店（店番号:0893）についても記述する。

## 歴史・概要

### 初代店舗

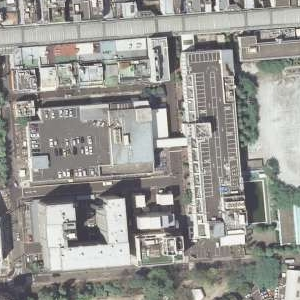
初代店舗の航空写真。。

1969年（昭和44年）12月5日に赤羽ショッパーズプラザを開業したのが始まりである。
東京の郊外に半円形に出店する東京レインボー作戦の第2号店として出店したもので、西友赤羽店（旧:西友ストアー赤羽店）が近隣にあったことから、同店との激しい価格競争が勃発。西友との顧客争奪戦を勝ち残るべく、ダイエーは「一品たりとも西友ストアーより高い商品はありません」の謳い文句で安売り広告を掲載。「赤羽戦争」と呼ばれ話題となった。
スズラン通り商店街の一角にあり、開業時からダイエーの他に専門店街も併設した2棟構成の大型店で、店舗面積1万m2以上の大規模総合スーパーとしては23区内で1号店だった。
一時期、経営不振に陥り売上が低迷したため、80年代に開業した大宮店や所沢店を参考に、1983年（昭和58年）12月に専門店色を強めると共にサービス機能を備えた当時のダイエーにとっては新しいGMS（総合スーパー）として全面改装し、新装開業した。

### 初代店舗の閉店から2代目へ
2010年（平成22年）7月11日に初代店舗を閉店し、建て替えを行って2012年（平成24年）3月1日に新店舗（2代目）を開業した。
この2代目店舗の開業時点では、店舗面積約6,700m2の本館とマンションの1階に入居する店舗面積約700m2の別館の2棟構成で、食品と衣料品に加えて生活用品も扱う「SSM＋MD」と称する業態のモデル店舗であった。
新店舗では開業時から近隣住民の高齢化に対応して商品棚の高さを低めにしたり、エスカレーターの速度を通常の約70%に落とすなど施設面でも配慮を行うと共に、少量化した食品や介護用品など高齢者向けの品揃えも強化している。
また、惣菜も高齢者向けに和風総菜に注力すると共に、減塩の煮物といった健康に配慮した惣菜も強化している。
なお、2代目店舗の開業時点では、別館は調剤薬局や介護用品売り場の他に自転車売り場などで構成されていた。
2015年6月20日に本館を全面改装し「フードスタイルストア」の関東第1号店としてリニューアルオープンした。1階はこれまでの「食料品・花のフロア」をベースに、ダイエーでは初となる売場内イートインスペース「café de D（カフェ ド ディー）」を新設。2階と3階は大幅改装され、2階はグループ会社のイオンファンタジーが運営する新業態で、カフェと室内遊具で構成されたカフェ型イベントスペース「cafe moriccha（カフェもりっちゃ）」、植物由来の食品や化粧品を集めた「ボタニカルショップ」、テーブルウェアやキッチンツールなどを集めた「ダイニング&キッチンショップ」をはじめ、リカーショップ、日用消耗品、ヘルス&ビューティケア、調剤薬局（別館1階から移転）で構成された「フードスタイルフロア」に、3階は住宅用品を扱う売場と専門店で構成される「暮らしの品・専門店フロア」に2階から「衣料品・ファッション雑貨のフロア」が移転・統合し、シーンごとの売り場構成とした「ライフスタイル・専門店フロア」にそれぞれ刷新した。
また、大幅改装オープン直前の同年6月15日に、別館1階も順次改装することが発表され、7月上旬にクリーニング店が新たに入居、自転車売り場は7月下旬に「イオンバイク」へリニューアルした。
2017年6月30日より本館3階にヤマダ電機が都市型小型店として「テックランドダイエー赤羽店」を出店（同店は2023年6月19日をもって閉店）。これにより、同館3階は全て専門店の構成となり、衣料品・住宅用品の売り場はほぼ廃止された。

### 2代目店舗の閉店および代替店舗への移転
2023年4月28日、建て替えに伴って同年9月10日をもって閉店するとともに、同年3月にイオンバイクの閉店に伴って空き店舗となった隣接の旧別館へ移転し、同年9月20日に代替店舗をオープンすることが店頭の掲示により発表された。その後、代替店舗の店舗名が前述した商店街の名称を採り「ダイエー赤羽スズラン通り店」となることが明らかとなった。初代および2代目の店舗から店舗面積は縮小して食料品と日用消耗品のみの取り扱いとなり、業態もフードスタイルストアから小型スーパーマーケットに変更されている。

## 年表

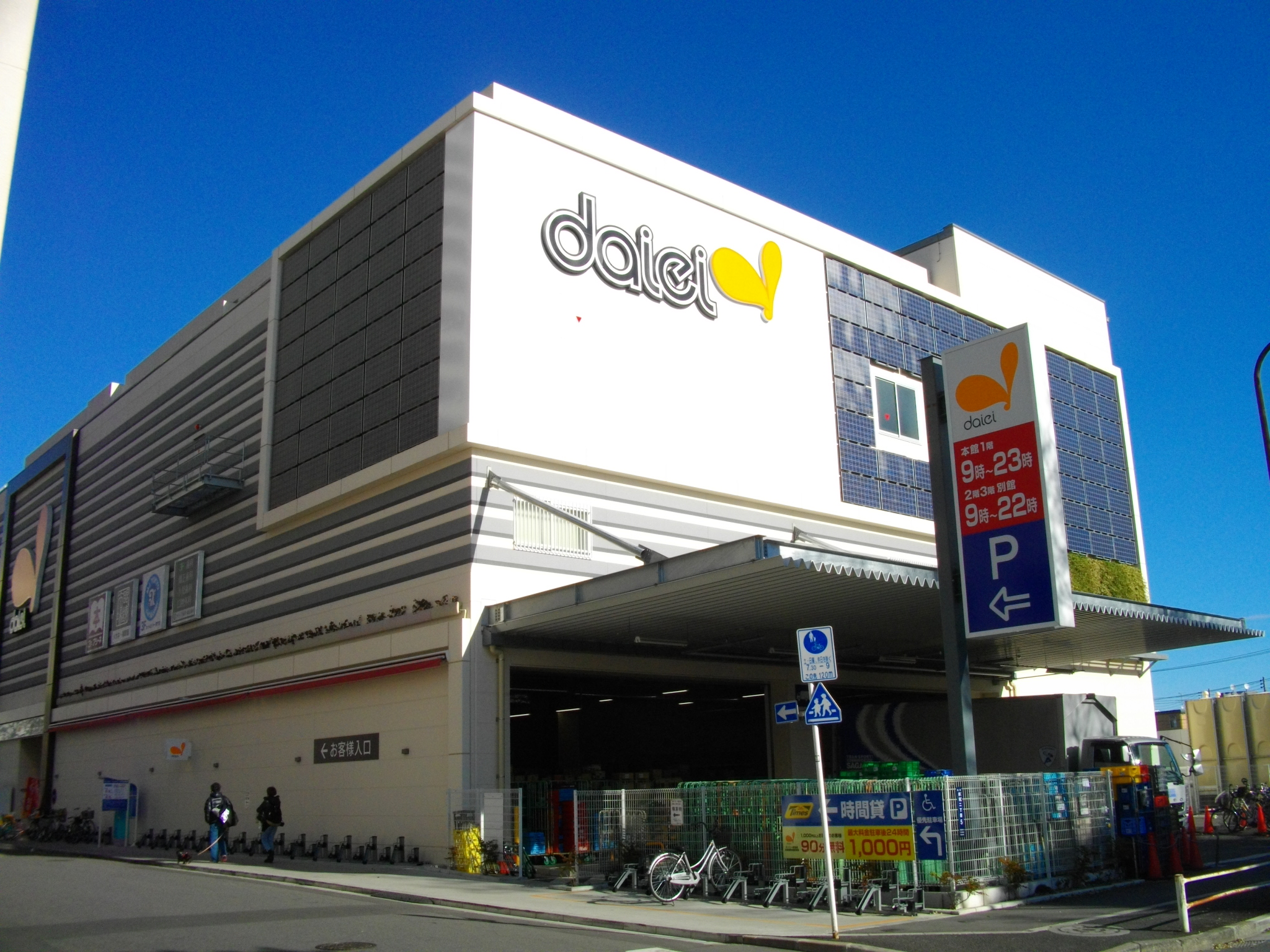
2代目店舗時代（2012-2015年）

- 1969年（昭和44年）12月5日 - 赤羽ショッパーズプラザ開店[1]。（店番号:0131）[要出典][いつ?]
- 1983年（昭和58年）12月 - 全面改装を行い、新装開業[11]。
- 1998年（平成10年）6月27日 - 新装開業[18]。
- 2009年（平成21年）7月5日 - 建物の老朽化によりファッション館閉店[要出典]。
- 2010年（平成22年）7月11日 - （初代）赤羽店閉店[4]。
- 2012年（平成24年）3月1日 - 跡地に赤羽店（2代目）開業[2][3]。（店番号:0754）[要出典]
- 2015年（平成27年）6月20日 - 「フードスタイルストア」の関東第1号店として本館を全面リニューアルオープン[13]。
- 2023年（令和5年）
  - 3月 - ドラッグ&サイクル館のイオンバイクが閉店。
  - 6月30日 本館2階・3階のテナントが全て撤退され、ワンフロア状態となる。
  - 9月10日 赤羽店（2代目）が閉店し、本館が閉鎖される。
  - 9月20日 ドラッグ&サイクル館のイオンバイク跡に食品売場が移転し、店舗名を赤羽スズラン通り店に改め開業[17]。（店番号:0893）

## フロア構成

### ダイエー赤羽店（2代）
| 階     | 本館                   |          | ドラッグ＆サイクル館      |
| ------ | ---------------------- | -------- | ------------------------- |
| 5F-24F | －                     | －       | マンション                |
| 3F     | 専門店フロア           | －       | マンション                |
| 2F     | フードスタイルフロア   | －       | マンション                |
| 1F     | 生鮮食品・お惣菜フロア | （公道） | 自転車・クリーニング（※） |

### ダイエー赤羽店（初代）
| 階 | フーズ＆リビング館 （1983年12月の全面改装以前の名称は「A館」） |          | ファッション館 （1983年12月の全面改装以前の名称は「B館」） |
| -- | -------------------------------------------------------------- | -------- | ---------------------------------------------------------- |
| 4F | 駐車場                                                         | －       | 駐車場                                                     |
| 3F | 家電のフロア                                                   | 連絡通路 | 専門店のフロア                                             |
| 2F | 雑貨のフロア                                                   | －       | ファッション・専門店のフロア                               |
| 1F | 食品のフロア                                                   | （公道） | ファッションのフロア                                       |

ファッション館閉館後、ファッション関連商品は、フーズ＆リビング館2Fでの取り扱い。

## かつて存在した主なテナント
- ベスト電器（家電）[要出典][19]
- cafe moriccha（カフェもりっちゃ）

## アクセス
- 京浜東北線・埼京線・高崎線・宇都宮線・湘南新宿ライン 赤羽駅から徒歩7分。
- 東京メトロ南北線・埼玉高速鉄道線 赤羽岩淵駅から徒歩11分。